# Flávio Rangel
Flávio Nogueira Rangel (Tabapuã, 6 de agosto de 1934 – Rio de Janeiro, 25 de outubro de 1988) foi um diretor teatral, cenógrafo, jornalista e tradutor brasileiro.

## Biografia
Sua trajetória no teatro brasileiro começou sob influência de Nelson Rodrigues quando um amigo o levou para assistir o espetáculo "A Falecida". A partir desse dia, Rangel chegou à conclusão que sua vocação estava mesmo no teatro.
Sua grande oportunidade chegou em 1958 no Teatro Cultura Artística, quando dirigiu "Juventude sem dono" com um grande elenco encabeçado por Milton Moraes. O passo seguinte foi dirigir "Gimba", espetáculo escrito por Gianfrancesco Guarnieri, em 1959 e que chegou a representar o Brasil em festivais no exterior. Flávio perdeu o prêmio de melhor diretor para Bertolt Brecht (in memoriam) por 18 votos a 17.
De volta ao Brasil, foi contratado por Franco Zampari para dirigir o Teatro Brasileiro de Comédia (TBC), a mais prestigiosa das companhias de teatro brasileiras. Até então, o TBC fora dirigido apenas por estrangeiros, como Ruggero Jacobi, Flaminio Bollini Cerri, Adolfo Celi e Maurice Vaneau. Flavio foi o primeiro brasileiro a comandá-lo. Na seqüência de "Gimba", e em sintonia com sua geração, que buscava construir uma dramaturgia brasileira, sua primeira montagem no TBC foi "O Pagador de Promessas", de Dias Gomes.
Foi para o Rio de Janeiro no início da década de 1960 e começou uma carreira vitoriosa como diretor independente.
Dedicou 30 anos ao teatro brasileiro e assinou ainda montagens importantíssimas como "Liberdade, Liberdade", "A Escada", "A Revolução dos Beatos", "Édipo Rei", "A Capital Federal", "Esperando Godot" e "Piaf".
Outras peças que dirigiu:
- Édipo Rei, de Sófocles, com Paulo Autran
- A Morte do Caixeiro Viajante, de Arthur Miller, uma vez com Dionisio Azevedo, outra com Paulo Autran
- Amadeus, de Peter Shaffer, com Raul Cortez
- Vargas, de Dias Gomes e Ferreira Gullar, com Paulo Gracindo
- O Que o Mordomo Viu, de Joe Orton, com Sérgio Viotti
- Cyrano de Bergerac, de Edmond Rostand, com Antonio Fagundes

No total, dirigiu mais de 80 espetáculos entre peças de teatro, shows musicais (incluindo "Faz Escuro mas Eu Canto", com Thiago de Mello e Sérgio Ricardo; "Raíces de America", com o grupo de mesmo nome; e recitais das cantoras Simone e Nara Leão), desfiles de carnaval (Vila Isabel, em 1976 e 1977) e até desfiles de moda.
Casado com a atriz Ariclê Perez, Flavio Rangel morreu aos 54 anos vítima de câncer no pulmão.
Ricardo Pedreira Rangel, sócio-diretor da Conspiração Filmes e colunista do jornal O Globo, é filho de seu primeiro casamento, com Maria Dulce Pedreira.